# زیتسندورف آندر اشمیدا
زیتسندورف آندر اشمیدا (به آلمانی: Sitzendorf an der Schmida) یک منطقهٔ مسکونی در اتریش است که در ناحیه هولابرون واقع شده‌است. زیتسندورف آندر اشمیدا ۲٬۲۰۸ نفر جمعیت دارد.